# العلاقات الفيتنامية الكوستاريكية
العلاقات الفيتنامية الكوستاريكية هي العلاقات الثنائية التي تجمع بين فيتنام وكوستاريكا.

## مقارنة بين البلدين
هذه مقارنة عامة ومرجعية للدولتين:
| وجه المقارنة                                              | فيتنام           | كوستاريكا                                 |
| --------------------------------------------------------- | ---------------- | ----------------------------------------- |
| المساحة (كم2)                                             | 331.69 ألف       | 51.10 ألف                                 |
| عدد السكان (نسمة)                                         | 94.66 مليون      | 4.91 مليون                                |
| الكثافة السكانية (ن./كم²)                                 | 285.39           | 96.09                                     |
| العاصمة                                                   | هانوي            | سان خوسيه                                 |
| اللغة الرسمية                                             | اللغة الفيتنامية | اللغة الإسبانية                           |
| العملة                                                    | دونغ فيتنامي     | كولون كوستاريكي                           |
| الناتج المحلي الإجمالي (بليون دولار)                      | 234.19 مليار     | 57.06 مليار                               |
| الناتج المحلي الإجمالي (تعادل القوة الشرائية) بليون دولار | 553.42 مليار     | 74.98 مليار                               |
| الناتج المحلي الإجمالي الاسمي للفرد دولار أمريكي          | 2.48 ألف         | 11.26 ألف                                 |
| الناتج المحلي الإجمالي للفرد دولار أمريكي                 | 5.63 ألف         | 14.92 ألف                                 |
| مؤشر التنمية البشرية                                      | 0.666            | 0.766                                     |
| رمز المكالمات الدولي                                      | +84              | +506                                      |
| رمز الإنترنت                                              | .vn              | .cr، قائمة نطاقات المستوى الأعلى للإنترنت |
| المنطقة الزمنية                                           | ت ع م+07:00      | 00                                        |

## منظمات دولية مشتركة
يشترك البلدان في عضوية مجموعة من المنظمات الدولية، منها:
| علم المنظمة | اسم المنظمة                        | تاريخ انضمام فيتنام | تاريخ انضمام كوستاريكا |
| ----------- | ---------------------------------- | ------------------- | ---------------------- |
|             | الاتحاد البريدي العالمي            | ?                   | ?                      |
|             | يونسكو                             | 6 يوليو 1951        | 19 مايو 1950           |
|             | البنك الدولي للإنشاء والتعمير      | 21 سبتمبر 1956      | 8 يناير 1946           |
|             | منظمة التجارة العالمية             | 11 يناير 2007       | ?                      |
|             | وكالة ضمان الاستثمار متعدد الأطراف | 5 أكتوبر 1994       | 8 فبراير 1994          |
|             | الاتحاد الدولي للاتصالات           | 24 سبتمبر 1951      | 13 سبتمبر 1932         |
|             | منظمة الشرطة الجنائية الدولية      | ?                   | ?                      |
|             | مؤسسة التمويل الدولية              | 4 أغسطس 1967        | 20 يوليو 1956          |
|             | الأمم المتحدة                      | 20 سبتمبر 1977      | 2 نوفمبر 1945          |
|             | مؤسسة التنمية الدولية              | 24 سبتمبر 1960      | 30 يونيو 1961          |
|             | الفريق المعني برصد الأرض           | ?                   | ?                      |
|             | منظمة حظر الأسلحة الكيميائية       | ?                   | ?                      |

## وصلات خارجية
- موقع وزارة الخارجية الفيتنامية
- موقع وزارة الخارجية الكوستاريكية